# Alto Minho
Alto Minho ist eine portugiesische Subregion im Nordwesten des Landes, die zur Region Norden gehört. Mit einer Gesamtfläche von 2.219 km2 und 231.266 Einwohnern im Jahr 2021 hat die Subregion eine Bevölkerungsdichte von 104 Einwohnern pro km2. Sie ist die 19. größte Subregion, die 15. bevölkerungsreichste Subregion und die 11. dichteste Subregion des Landes.
Sie wurde 2008 gegründet und besteht aus zehn Kreisen und 208 Gemeinden, wobei die Stadt Viana do Castelo die Verwaltungsstadt und das wichtigste städtische Zentrum der Subregion ist. Mit 25.158 Einwohnern im Stadtgebiet und 85.784 Einwohnern im gesamten Kreis ist sie die größte Stadt und der größte Kreis des Alto Minho. Die Subregion grenzt im Norden und Osten an Galicien (Spanien), im Süden an den Cávado und im Westen an den Atlantischen Ozean.

## Kreise
- Arcos de Valdevez
- Caminha
- Melgaço
- Monção
- Paredes de Coura
- Ponte da Barca
- Ponte de Lima
- Valença
- Viana do Castelo
- Vila Nova de Cerveira

## Demografie

### Einwohner
Bei der Volkszählung 2021 wurden im Alto Minho 231.266 Einwohner gezählt, 881 Einwohner mehr als 2019, als 230.412 Einwohner gezählt wurden. Die Daten zeigen, dass es das erste Mal seit 2009 ist, dass die Bevölkerung der Subregion einen Anstieg in zwei Jahren registriert hat, seit 2009, als 246.690 Einwohner registriert wurden, kam es zu einem Rückgang bis 2019.
| Jahr      | 2009    | 2011    | 2013    | 2015    | 2017    | 2019    | 2021    |
| --------- | ------- | ------- | ------- | ------- | ------- | ------- | ------- |
| Einwohner | 246.690 | 244.149 | 240.134 | 236.270 | 232.178 | 230.412 | 231.293 |
| Differenz |         | −2.541  | −4.015  | −3.864  | −4.092  | −1.766  | +881    |

### Kreise
Der Kreis Viana do Castelo ist mit über 85.000 Einwohnern der größte Kreis, gefolgt von dem Kreis Ponte de Lima mit über 40.000 Einwohnern, der Kreis Arcos de Valdevez mit über 20.000 Einwohnern, der Kreis Monção mit über 17.000 Einwohnern und der Kreis Caminha mit über 15.000 Einwohnern.
| Kreis                 | Einwohner (2021) |
| --------------------- | ---------------- |
| Viana do Castelo      | 85.784           |
| Ponte de Lima         | 41.169           |
| Arcos de Valdevez     | 20.720           |
| Monção                | 17.818           |
| Caminha               | 15.800           |
| Valença               | 13.625           |
| Ponte da Barca        | 11.049           |
| Vila Nova de Cerveira | 8.923            |
| Paredes de Coura      | 8.632            |
| Melgaço               | 7.773            |
| Alto Minho            | 231.293          |

### Jugendliche
11,2 % der Bevölkerung des Alto Minho sind unter 14 Jahre alt, das sind 1,2 Prozentpunkte weniger als der regionale Durchschnitt von 12,3 % und 1,7 Prozentpunkte weniger als der nationale Durchschnitt von 12,9 %. Die Kreise mit dem höchsten Anteilen junger Menschen im Alto Minho sind Valença mit 12 %, Viana do Castelo und Ponte de Lima mit jeweils 11,9 %, Vila Nova de Cerveira mit 11,8 % und Paredes de Coura mit 11 % der Bevölkerung unter 14 Jahren.
| Kreis                 | Prozentzahl |
| --------------------- | ----------- |
| Portugal              | 12,9 %      |
| Region Norden         | 12,3 %      |
| Valença               | 12 %        |
| Viana do Castelo      | 11,9 %      |
| Ponte de Lima         | 11,9 %      |
| Vila Nova de Cerveira | 11,8 %      |
| Alto Minho            | 11,2 %      |
| Paredes de Coura      | 11 %        |
| Caminha               | 10,9 %      |
| Ponte da Barca        | 10,4 %      |
| Monção                | 9,6 %       |
| Arcos de Valdevez     | 9,3 %       |
| Melgaço               | 7,4 %       |

### Senioren
28,1 % der Bevölkerung des Alto Minho sind älter als 65 Jahre, das sind 5,5 Prozentpunkte mehr als der regionale Durchschnitt von 22,6 % und 4,7 Prozentpunkte mehr als der nationale Durchschnitt von 23,4 % der Bevölkerung. Die Kreise mit den höchsten Anteilen älterer Menschen im Alto Minho sind Melgaço mit 42,5 %, Arcos de Valdevez mit 36 %, Monção mit 34,1 %, Paredes de Coura mit 30,8 % und Ponte da Barca mit 30,1 % der Bevölkerung im Alter von über 65 Jahren.
| Município             | Percentagem |
| --------------------- | ----------- |
| Melgaço               | 42,5 %      |
| Arcos de Valdevez     | 36 %        |
| Monção                | 34,1 %      |
| Paredes de Coura      | 30,8 %      |
| Ponte da Barca        | 30,1 %      |
| Caminha               | 29,5 %      |
| Alto Minho            | 28,1 %      |
| Vila Nova de Cerveira | 27 %        |
| Valença               | 26,5 %      |
| Viana do Castelo      | 25,1 %      |
| Ponte de Lima         | 24,5 %      |
| Portugal              | 23,4 %      |
| Region Norden         | 22,6 %      |